# Lorenzo Cortez
Lorenzo Cortez (Manila, 12 settembre 1939) è un ex nuotatore filippino, che ha partecipato alle Olimpiadi di Roma 1960, gareggiando nei 100m dorso e nella Staffetta mista 4x100m.
Ai III Giochi asiatici, ha vinto 1 bronzo nei 200m dorso.